# Le Secret de la chambre noire
Pour plus de détails, voir Fiche technique et Distribution.
Le Secret de la chambre noire est un film franco-belgo-japonais écrit et réalisé par Kiyoshi Kurosawa, sorti en 2016.
Il est sélectionné dans la catégorie « Platform » et projeté en avant-première mondiale en septembre 2016 au Festival international du film de Toronto.

## Synopsis
Jean est un trentenaire qui vient d'être accepté au poste d'assistant photographe de Stéphane, photographe professionnel et propriétaire d'une riche maison dans un petit village proche de Paris avec sa fille et son ancien assistant devenu homme à tout faire. Mais les choses ne se passent pas comme prévu. Jean fera face à des épreuves dans un monde où les frontières entre réalité et au-delà sont inexistantes.

## Fiche technique
- Titre français : Le Secret de la chambre noire
- Titre provisoire : La Femme de la plaque argentique
- Titre international : Daguerreotype
- Titre japonais : ダゲレオタイプの女
- Réalisation : Kiyoshi Kurosawa
- Scénario : Kiyoshi Kurosawa
- Adaptation : Catherine Paillé et Éléonore Mahmoudian
- Décors : Pascale Consigny et Sébastien Danos
- Costumes : Élisabeth Mehu
- Photographie : Alexis Kavyrchine
- Son : Julie Brenta, Emmanuel de Boissieu et Erwan Kerzanet
- Montage : Véronique Lange
- Musique : Grégoire Hetzel
- Production : Jérôme Dopffer et Michiko Yoshitake ; Yuji Sadai (producteur étranger) ; Olivier Père et Rémi Burah (coproducteurs)
- Sociétés de production : Film-in-Evolution et Les Productions Balthazar ; Bitters End et Frakas Productions (productions étrangères) ; Arte France Cinéma (coproduction) ; Cofinova 11 (en association avec)
- Sociétés de distribution :  Version Originale / Condor (France) et Lumière (Belgique)
- Budget : 3,5 millions d'euros[1]
- Pays d'origine :  France,  Belgique,  Japon
- Langue originale : français
- Format : couleur - numérique - Dolby 5.1
- Genre : drame fantastique
- Dates de sortie :
  - Canada : 11 septembre 2016 (Festival international du film de Toronto)
  - Japon : 15 octobre 2016
  - Belgique : 17 octobre 2016 (Festival international du film de Flandre-Gand) ; 8 mars 2017 (sortie nationale)
  - France : 28 janvier 2017 (Festival international du film fantastique de Gérardmer) ; 8 mars 2017 (sortie nationale)

## Distribution
- Tahar Rahim : Jean
- Olivier Gourmet : Stéphane Hégray
- Constance Rousseau : Marie Hégray
- Mathieu Amalric : Vincent
- Malik Zidi : Thomas
- Valérie Sibilia : Denise
- Jacques Collard : Louis
- Claudine Acs : La vieille dame

## Production

### Développement
Pour la première fois, le réalisateur japonais Kiyoshi Kurosawa tourne en France avec des acteurs français : « C’est un rêve qui se réalise, je ne pensais pas avoir l’occasion un jour de tourner en France. C’est d’ailleurs le rêve de tout réalisateur japonais de pouvoir travailler en France ou aux USA. Le hasard a voulu que, par chance, je puisse réaliser un film en France et je ne peux que m’en réjouir. Durant le tournage, ce qui m’a marqué reste le fait qu’il n’y a pas du tout de différence entre le Japon et la France, l’équipe était très sensible à mes volontés artistiques et faisait tout pour me satisfaire en ce sens et j’en suis très heureux. Idéalement, j’aimerais beaucoup alterner des tournages en France et au Japon », raconte-t-il dans une interview dédiée à Allociné.

### Tournage
Le tournage débute en mars 2015 dans le Val-de-Marne pour une durée d'environ sept semaines.

### Musique
Le réalisateur Kiyoshi Kurosawa choisit le musicien Grégoire Hetzel pour mettre en musique son premier long-métrage français,.
| 1.    | Secret de la Chambre Noire       |  | 2:52 |
| 2.    | Thème de Marie et Jean           |  | 3:29 |
| 3.    | La femme de la plaque argentique |  | 5:46 |
| 4.    | Mort et transfiguration de Marie |  | 5:47 |
| 5.    | Marie et jean s'enfuient         |  | 2:38 |
| 6.    | Soupçon de Jean                  |  | 6:30 |
| 7.    | Supplique à Denise               |  | 4:49 |
| 8.    | Fantôme de Marie                 |  | 6:21 |
| 38:00 |                                  |  |      |

## Accueil
Sortie internationale
Le film est sélectionné dans la catégorie « Platform » et projeté en avant-première mondiale le 11 septembre 2016 au Festival international du film de Toronto.
Après une sortie au Japon en octobre 2016, il est également sélectionné et projeté le 17 octobre 2016 au Festival international du film de Flandre-Gand en Belgique avec une nomination du Grand Prix du meilleur film, avant sa sortie nationale le 8 mars 2017.
Quant à la France, il est de même sélectionné et projeté le 28 janvier 2017 au Festival international du film fantastique de Gérardmer, ainsi que le 8 mars 2017 pour la sortie nationale.

## Nominations
- Festival international du film de Busan 2016 : sélection « Gala de présentation »
- Festival international du film de Flandre-Gand 2016 : sélection « Compétition officielle » — Grand Prix du meilleur film
- Festival international du film de Göteborg 2016 : sélection « Film français »
- Festival du nouveau cinéma de Montréal 2016 : sélection « Les incontournables! »
- Festival international du film de São Paulo 2016 : sélection « Officielle internationale »
- Festival international du film de Tokyo 2016 : sélection « Japan Now »
- Festival international du film de Toronto 2016 : sélection « Platform »
- Rendez-vous du cinéma français à Paris 2017 : sélection « Press junket »

### Internet
- Dossier de presse Le Secret de la chambre noire